# Pierre Manoury
Pour les articles homonymes, voir Manoury.
Pierre Manoury est un maître limonadier français et vulgarisateur du jeu de dames, né à Toutainville le 10 avril 1728, mort à Saint-Germain-en-Laye le 27 février 1814. Ses ouvrages sur le « jeu de dames à la polonaise », premiers du genre et plusieurs fois réédités, participèrent à l'essor qu'a connu le jeu sur cent cases en France aux XVIIIe et XIXe siècles.

## Héritage
| | |    |    |    |    |    |    |    |    |
| | \| \| \| \| \| \| \| \| \| \| \| \| \| \| \| \| \| \| \| \| \| \| \| \| \| \| \| \| \| \| \| \| \| \| \| \| \| \| \| \| \| \| \| \| \| \| \| \| \| \| \| \| \| \| \| \| \| \| \| \| \| \| \| \| \| \| \| \| \| \| \| \| \| \| \| \| \| \| \| \| \| \| \| \| \| \| \| \| \| \| \| \| \| \| \| \| \| \| \| \| \| \| \| \| \| \| \| \| \| \| |    |    |    |    |    |    |    |    |
| | |    |    |    |    |    |    |    |    |
| Notation Manoury : les cases jouables sont numérotées de 1 à 50, de gauche à droite et de haut en bas, vu du côté blanc. | |    |    |    |    |    |    |    |    |
| | 1 |    | 2  |    | 3  |    | 4  |    | 5  |
| 6 | | 7  |    | 8  |    | 9  |    | 10 |    |
| | 11 |    | 12 |    | 13 |    | 14 |    | 15 |
| 16 | | 17 |    | 18 |    | 19 |    | 20 |    |
| | 21 |    | 22 |    | 23 |    | 24 |    | 25 |
| 26 | | 27 |    | 28 |    | 29 |    | 30 |    |
| | 31 |    | 32 |    | 33 |    | 34 |    | 35 |
| 36 | | 37 |    | 38 |    | 39 |    | 40 |    |
| | 41 |    | 42 |    | 43 |    | 44 |    | 45 |
| 46 | | 47 |    | 48 |    | 49 |    | 50 |    |

Manoury est à l'origine de la notation actuelle du jeu de dames international, datant de 1787, et de l'appellation de certains coups, notamment le coup turc, le coup renversé, le coup du chapelet et le coup du fondeur de cloches.
Son nom reste également attaché à une combinaison singulière, le coup Manoury, ainsi qu'à l'un des gambits les plus connus, le gambit Manoury.

## Biographie
Arrivé à Paris à l'âge de quatorze ans, il travaille vers 1750 comme premier garçon dans le café parisien dont il deviendra propriétaire en 1766 et situé Quai de l'École, actuel Quai du Louvre, au bout de la rue de l'Arbre-sec. L'établissement est évoqué en 1794 par Restif de La Bretonne comme le « caffé Robert, autrefois Manouri ».
Connu sous son seul patronyme durant plus de deux siècles, son prénom et sa biographie sont désormais connus.

## Ouvrages
- Sieur Manoury, Essai sur le Jeu de Dames à la Polonoise, Knapen & Delaguette, Paris, 1770, 122 p.
- M. Manoury, Le Jeu de dames à la polonoise, ou Traité historique de ce jeu, sa marche, ses règles, leur explication, et plusieurs observations relatives, avec un grand nombre de positions curieuses, chez l'auteur, Quai de l'Ecole, Paris, 1787, 272, 28